# Heinrich Bensing
Heinrich Bensing (26 juillet 1911 à Metz- 30 décembre 1955 à Francfort-sur-le-Main) est un chanteur d'opéra allemand. Ténor, il s'illustra dans les opéras de Verdi et de Puccini, mais aussi dans Wozzeck d'Alban Berg.

## Biographie
Heinrich Bensing naît le 28 juillet 1911, à Metz en Lorraine, pendant l'annexion allemande. Il étudie le chant à Cologne, puis à Vienne. Il fait ses débuts, comme ténor, à l'opéra de Hanovre. De 1935 à 1939, il travaille à l'opéra de Cologne. En 1938, après plusieurs succès, il est recruté, comme membre permanent à l’opéra de Francfort. Il travaillera régulièrement, jusqu’à sa mort prématurée, à l’Opéra de Francfort. 
En 1942, il participe à la première mondiale de Odysseus, un opéra d’Hermann Reutter, dans le rôle de Télémaque. Invité à l'opéra d'État de Vienne en 1940 et 1944 et à l'opéra de Leipzig en 1942 et 1944, Bensing joue aussi à Belgrade en 1940 et au Teatro Liceu de Barcelone en 1944. Après la Seconde Guerre mondiale, le ténor se produit à l'opéra d'État de Hambourg en 1947 et 1955, à l'opéra d'État de Vienne en 1949 et 1954, ainsi qu’à l’opéra de Cologne.
Heinrich Bensing décéda le 30 décembre 1955 à Francfort-sur-le-Main.

## Carrière
On ne compte plus ses créations et les divers rôles où Heinrich Bensing s'illustra. Parmi ses succès, il s'illustra comme Don José dans le Carmen de Bizet. Il tint le rôle-titre dans les Contes d'Hoffmann d'Offenbach, le rôle du duc de Mantou dans Rigoletto de Verdi, de Radamès dans Aida de Verdi, le rôle-titre de Don Carlos de Verdi et celui de l’officier Pinkerton dans Madame Butterfly de Puccini. En février 1951, il chante aux côtés de Carla Martinis dans Turandot de Puccini. La même année, sous la direction de Karl Böhm, il tient le rôle du soldat Andres dans l’opéra Wozzeck de Alban Berg au Festival de Salzbourg.

## Sources
- Karl J. Kutsch und Leo Riemens: Großes Sängerlexikon. Dritte, erweiterte Auflage. Munich, 1999. vol. 1: Aarden–Davis, p. 263-264.
- (de) Karl-Josef Kutsch et Leo Riemens, Großes Sängerlexikon, Walter de Gruyter, 1er janvier 2004, 5430 p. (ISBN 978-3-598-44088-5, lire en ligne)